# Березовский сельский совет (Крым)
Березо́вский сельский совет (укр. Березівська сільська рада, крымскотат. Berezovka köy şurası) — административно-территориальная единица в Раздольненском районе Автономной Республики Крым.
Население по переписи 2001 года — 2848 человек.
К 2014 году состоял из 3 сёл:
- Березовка
- Нива
- Ульяновка

## История
В 1933 году был создан Смидовичский сельсовет (в 1940 году он уже существовал). Указом Президиума Верховного Совета РСФСР от 21 августа 1945 года он был переименован в Березовский сельский совет. С 25 июня 1946 года совет в составе Крымской области РСФСР, а 26 апреля 1954 года Крымская область была передана из состава РСФСР в состав УССР. Указом Президиума Верховного Совета УССР «Об укрупнении сельских районов Крымской области», от 30 декабря 1962 года село присоединили к Черноморскому району. 1 января 1965 года, указом Президиума ВС УССР «О внесении изменений в административное районирование УССР — по Крымской области», вновь включили в состав Раздольненского. На 15 июня 1960 года в составе совета числились населённые пункты:

| - Берёзовка - Бахчёвка - Бугры - Владимировка - Золотой Колос | - Каштановка - Лебедево - Маковка - Нива - Новониколаевка | - Орловка - Писаревка - Ульяновка - Шестово |

К 1968 году ликвидированы Шестово и Писаревка, к 1977 году был образован Серебрянский сельсовет, куда отошли Бахчёвка, Каштановка и Орловка, Бугры присоединили к Ульяновке, а Лебедево к Берёзовке. Чабанское (ранее Владимировка) и Маковка были упразднены. С 1977 по 1985 год ликвидирован Золотой Колос, Новониколаевка снята с учёта 18 июля 1989 года.
С 12 февраля 1991 года сельсовет в восстановленной Крымской АССР, 26 февраля 1992 года переименованной в Автономную Республику Крым. С 21 марта 2014 года — аннексирован Россией. Законом «Об установлении границ муниципальных образований и статусе муниципальных образований в Республике Крым» от 4 июня 2014 года территория административной единицы была объявлена муниципальным образованием со статусом сельского поселения.